# Arvid Costmar
Arvid Jonny Costmar, född 7 juli 2001 i Stockholm, är en svensk professionell ishockeyspelare som spelar för Djurgårdens IF i SHL. Hans moderklubb är Motala AIF. Han gjorde seniordebut med Linköping HC i SHL i slutet av 2018. Året därpå blev han vald i NHL Entry Draft av Vancouver Canucks i den sjunde rundan som 215:e spelare totalt. Under tiden han spelat i Linköping har han också som utlånad representerat både Mora IK och Djurgårdens IF i Hockeyallsvenskan. Sedan april 2024 tillhör Costmar just Djurgårdens IF och var den följande säsongen med och spelade upp klubben till SHL.
I ungdoms- och juniorsammanhang så har Costmar representerat Sverige vid ett JVM och ett U18-VM: vid det senare vann han guld 2019. Samma år tog han också ett JSM-silver med Linköping HC J20.

## Karriär

### Klubblag
Efter att ha påbörjat sin ishockeykarriär i moderklubben Motala AIF Hockey anslöt Costmar till Linköping HC:s ungdoms- och juniorsektioner. Säsongen 2016/17 tog han ett brons med Linköpings J18-lag. Säsongen därpå, vid 16-års ålder var Costmar ordinarie i klubbens J20-lag där han på 44 grundseriematcher noterades för 22 poäng, varav sex mål. Säsongen 2018/19 spelade J20-laget sig fram till SM-final, där man dock förlorade mot Modo Hockey med 4–2. Tidigare under säsongen gjorde Costmar också debut i Linköpings seniorlag i SHL. Han gjorde sin första match med speltid den 19 december 2019, mot Skellefteå AIK. Totalt noterades han för fyra SHL-matcher.
Under sommaren 2019 blev Costmar vald av Vancouver Canucks i den sjunde rundan av NHL Entry Draft, som 215:e spelare totalt. Den följande säsongen tillbringade Costmar främst med Linköping J20 där han på 29 matcher stod för 50 poäng (26 mål, 24 assist). Han fick också speltid i SHL där han noterades för ett mål på åtta matcher. Han gjorde sitt första SHL-mål den 15 februari 2020, på Jonas Gunnarsson, i en 2–4-förlust mot HV71. Dessförinnan, i december 2019, hade han lånats ut till Mora IK i Hockeyallsvenskan. Costmar gjorde debut i Hockeyallsvenskan den 18 december 2019 och spelade totalt sex matcher för Mora IK.
Den 6 april 2020 meddelades det att Costmar skrivit ett ettårskontrakt med Linköping HC. Han fick dock delar av säsongen spolierad på grund av skador. I januari 2021 ådrog han sig en axelskada vilken höll honom borta från spel återstoden av säsongen. På 22 grundseriematcher noterades han för ett mål. Efter säsongens slut bekräftades det den 21 april 2021 att Costmar förlängt sitt avtal med Linköping med ytterligare en säsong. Den följande säsongen missade han endast fyra grundseriematcher och noterades för sju poäng på 48 matcher (tre mål, fyra assist). Den 22 april 2022 förlängde Costmar sitt kontrakt med Linköping med två säsonger. Han spelade därefter samtliga 52 matcher och gjorde sin poängmässigt bästa grundserie då han noterades för två mål och sju assistpoäng.
Säsongen 2023/24 inledde Costmar med Linköping HC i SHL. Efter att ha fått begränsat med speltid meddelades det den 5 november 2023 att Costmar lånats ut till Djurgårdens IF i Hockeyallsvenskan. Den 22 november samma år gjorde han sitt första mål i Hockeyallsvenskan, på Niklas Lundström, i en 3–2-seger mot BIK Karlskoga. På tolv matcher med Djurgården noterades han för två mål och tre assist. Den 15 december 2023 stod det klart att Costmar återvänt till Linköping där han sedan avslutade säsongen. Han slog sitt personliga poängrekord i SHL:s grundserie då han på 40 grundseriematcher stod för fem mål och fem assist. Efter grundseriens slut spelade han sitt första SM-slutspel, där Linköping besegrades av Skellefteå AIK med 4–0 i matcher.
Den 29 april 2024 bekräftades det att Costmar skrivit ett ettårsavtal med Djurgårdens IF i Hockeyallsvenskan. I grundseriens andra omgång säsongen 2024/25 ådrog sig Costmar en skada vilken gjorde att han missade de sju följande matcherna. Totalt spelade han 41 grundseriematcher där han noterades för 29 poäng, varav elva mål. Djurgården vann grundserien och vann därefter kvartsfinalserien mot Mora IK med 4–0 i matcher. Därefter bekräftade klubben att man skrivit ett nytt ettårsavtal med Costmar, den 26 mars 2025. I semifinal ställdes laget mot Södertälje SK där Costmar i seriens femte match ådrog sig ett matchstraff vilket renderade i en avstängning som gjorde att han missade de två efterföljande matcher. Laget tog sig ändock till final, där man besegrade AIK med 4–1 i matcher.

### Landslag
2019 blev Costmar uttagen till Sveriges U18-landslag då U18-VM skulle avgöras i Örnsköldsvik. Sverige slutade på andra plats i grupp B, men Costmar spelade endast tre matcher i turneringen då han ådragit sig en knäskada i en match mot Slovakien. I slutspelet besegrade Sverige både Tjeckien och Kanada innan man också vann finalen mot Ryssland med 4–3 efter förlängningsspel. Detta var Sveriges första guld i U18-VM. På de tre matcher Costmar spelade noterades han för en assistpoäng. Costmar spelade sedan JVM 2021 i Kanada. Efter gruppspelet stod det klart att Sverige skulle få möta Finland i kvartsfinal. Väl där förlorade man (3–2) och slutade på femte plats i turneringen. På fem spelade matcher stod Costmar för två mål.

## Statistik

### Klubbkarriär
| 2018–19                  | Linköping HC             | SHL                      | 4   | 0  | 0  | 0  | 0  | —  | — | — | — | —  |
| 2019–20                  | Linköping HC             | SHL                      | 8   | 1  | 0  | 1  | 0  | —  | — | — | — | —  |
| 2019–20                  | Mora IK                  | HA                       | 6   | 0  | 0  | 0  | 2  | —  | — | — | — | —  |
| 2020–21                  | Linköping HC             | SHL                      | 22  | 1  | 0  | 1  | 6  | —  | — | — | — | —  |
| 2021–22                  | Linköping HC             | SHL                      | 48  | 3  | 4  | 7  | 16 | —  | — | — | — | —  |
| 2022–23                  | Linköping HC             | SHL                      | 52  | 2  | 7  | 9  | 24 | —  | — | — | — | —  |
| 2023–24                  | Linköping HC             | SHL                      | 40  | 5  | 5  | 10 | 8  | 4  | 0 | 0 | 0 | 4  |
| 2023–24                  | Djurgårdens IF           | HA                       | 12  | 2  | 3  | 5  | 8  | —  | — | — | — | —  |
| 2024–25                  | Djurgårdens IF           | HA                       | 41  | 11 | 18 | 29 | 24 | 12 | 2 | 2 | 4 | 31 |
| SHL totalt               | SHL totalt               | SHL totalt               | 174 | 12 | 16 | 28 | 54 | 4  | 0 | 0 | 0 | 4  |
| Hockeyallsvenskan totalt | Hockeyallsvenskan totalt | Hockeyallsvenskan totalt | 59  | 13 | 21 | 34 | 34 | 12 | 2 | 2 | 4 | 31 |

### Internationellt
| År            | Lag           | Turnering     | Matcher | Mål | Assists | Poäng | Utv. |
| ------------- | ------------- | ------------- | ------- | --- | ------- | ----- | ---- |
| 2019          | Sverige       | U18-VM        | 3       | 0   | 1       | 1     | 2    |
| 2021          | Sverige       | JVM           | 5       | 2   | 0       | 2     | 2    |
| Junior totalt | Junior totalt | Junior totalt | 8       | 2   | 1       | 3     | 4    |